# مصباح المسجد
تُعد مصابيح المساجد من فنون العالم الإسلامي، وهي مصابيح زجاجية مطلية بالمينا، تتدلى من سقف المسجد على سلاسل معدنية، حيث كان الوهج المضيء للمصباح يرمز إلى النور الإلهي.

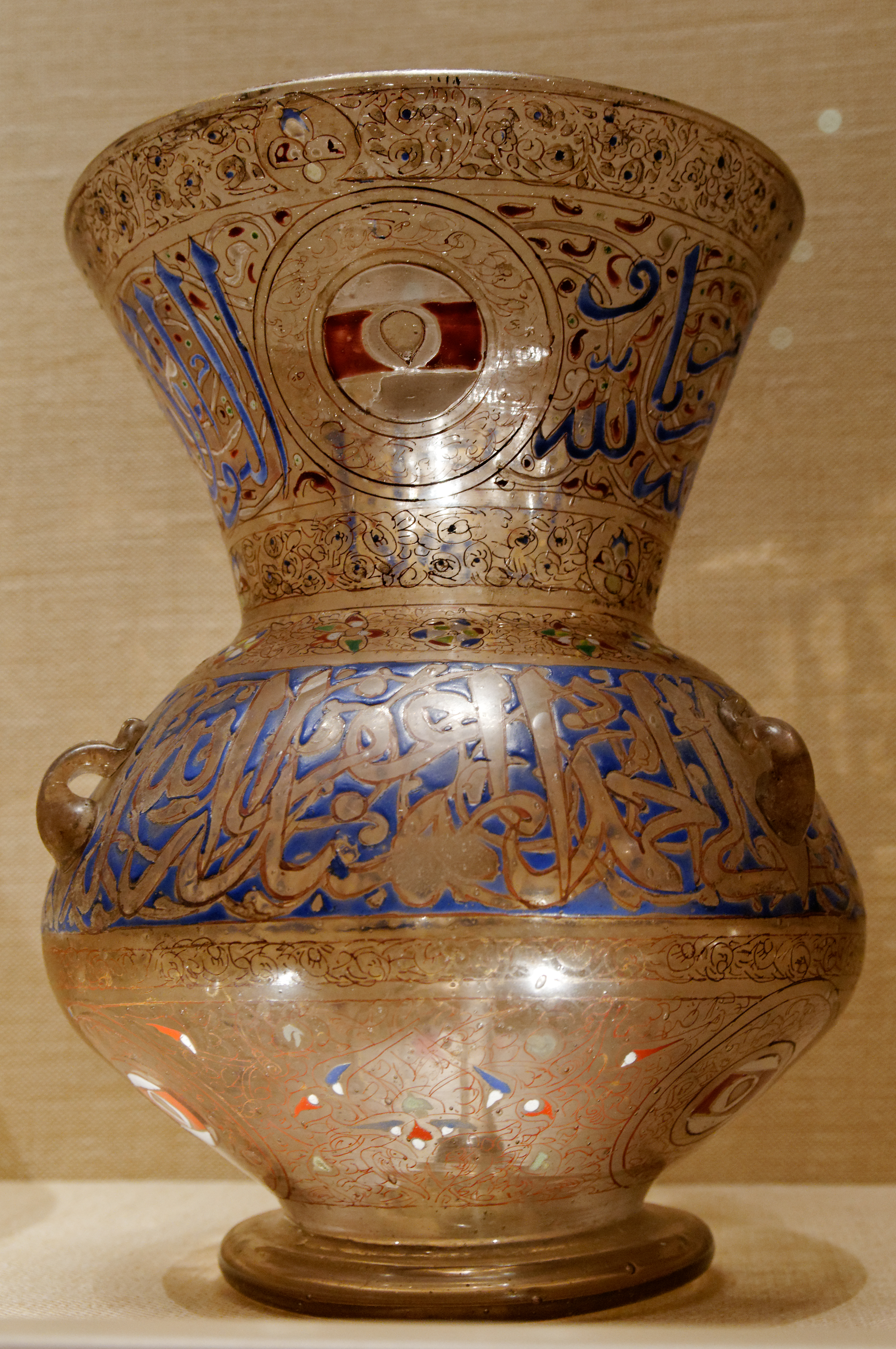
مصباح مسجد من الزجاج المطلي بالمينا

|              | مصباح المسجد                 |
| ------------ | ---------------------------- |
| مادة التصنيع | الزجاج، الذهب، المينا.       |
| مكان الصنع   | سوريا، مصر.                  |
| الفترة       | المماليك                     |
| القرن        | الثالث والرابع عشر           |
| أنواعه       | •مخروط متوهج •قرص دائري بسيط |

## شكل المصباح
تصنع مصابيح المساجد من الزجاج المطلي بالمينا وغالبا مع التذهيب، وهناك أعداد كبيرة بقيت إلى الآن، حيث بدأت صناعتها في القرن الثالث عشر والقرن الرابع عشر فقد كان هناك مراكز هامة لإنتاجها في سوريا في حلب ودمشق، وفي مصر في القاهرة.
وهي مصابيح زيت، تكون بجسم بصلي كبير مستدير يرتفع إلى خصر أضيق  وفوقه يكون الحزء العلوي متوهجا، ويكون هناك قدم يحيث يمكن وضعها على السطح، ولكن تم استخدام المصابيح معلقة بواسطة سلاسل معدنية طويلة متصلة بالمقابض الزجاجية المتكاملة للأوعية وتمر عبر عدد من الحلقات الموجودة على الجزء الخارجي  من الجسم، وكانت تستخدم هذه المصابيح لإضاءة المساجد والمباني الأخرى في الساحات كبيرة  في مجموعات تتدلى من اطار معدني دائري.
أما في يومنا هذا فقد استمر استخدام الإطارات الدائرية في العديد من المساجد ولكن مع مصابيح زجاجية عادية أو بلورية للإضاءة الكهربائية.

## طريقة الصنع
تعتبرالتقنيات المستخدمة نموذجية للزجاج الإسلامي المعاصر مع زخرفة المينا المطبقة على جسم عادي محضر مسبقا، ثم يتم حرق الكل مرة أخرى.
يجب أن يتضمن المصباح زخارف ملونة عليها آيات قرآنية ونقوش وشعارات بالإضافة إلى زخارف أو تتضمن الزخرفة اسما أو رمزا من شعارات النبالة الإسلامية، وفي الكثير من الأحيان كانو ينقشون أوائل سورة النور على المصباح. وبحلول القرن الخامس عشر، كان إنتاج جميع أنواع الزجاج الناعم في حالة تدهور حاد ومن دلالات ذلك أنه في عام 1569 أمر الوزير العثماني صقللي محمد باشا بإحضار600 مصباح عادي من زجاج البندقية ليتم تزيينها في مكان آخر، وفي القرن السادس عشر ظهرت المنمنمات الفارسية المطلية بالذهب أو النحاس الأصفر والفضة.
كانت هذه المواد غير الشفافة أقل فاعلية للإضاءة ولكن كان الغرض من هذه المصابيح رمزيا وعمليا على حد سواء وغالبا ماتظهر مصابيح المسجد بشكل جانبي على رأس سجادة الصلاة للسبب نفسه.

## أنواع لاحقة

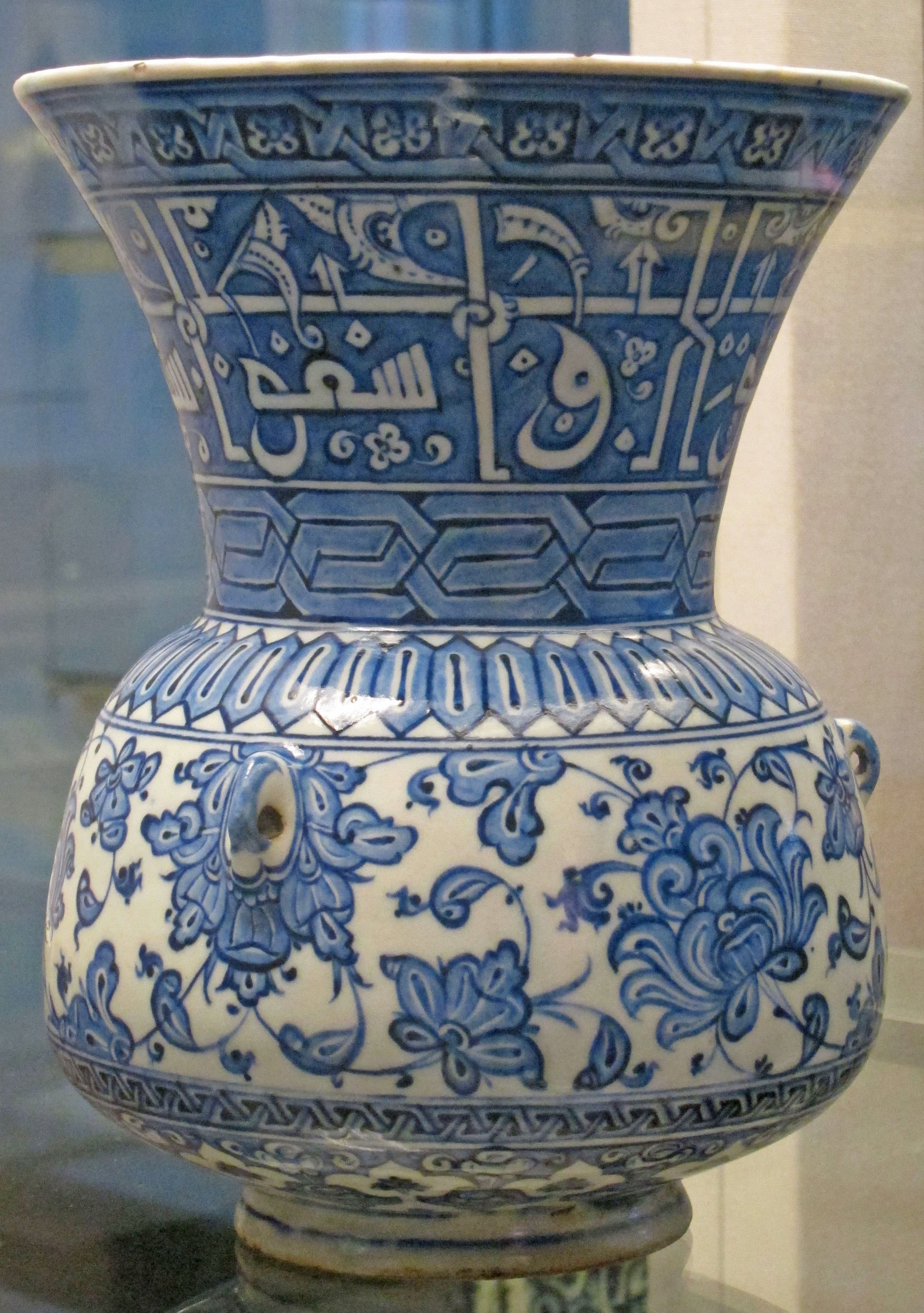
مصباح مسجد مع اللوتس

ظهرت أنواع متعددة لإضاءة المساجد، المصابيح المزخرفة وأيضا حوامل المصابيح المعدنية الكبيرة مثل الشمعدانات العريضة، ولكن تم استبدال الأنواع المزخرفة التقنة بمصابيح زيتية زجاجية عادية ذات حافة بسيطة في الأعلى وتم ربطها بشكل نموذجي بقضيب معدني دائري  وغالبا ماتكون معلقة في طبقات.
تحتفظ المساجد اليوم بالتركيبات الدائرية المعلقة ولكنها تستخدم الأضواء الكهربائية الزجاجية من أنواع مختلفة.

## مبيعات
في عام 2000 بيعت ثلاثة مصابيح مسجد مملوكي من القرن الرابع عشر في مدينة لندن ب (الأول 2582 ألف دولار أمريكي، الثاني 1455ألف دولار أمريكي، الثالث937 ألف دولار أمريكي).
وفي النصف الثاني من القرن التاسع عشر تم إنتاج عدد من الزخارف الزجاجية أو الحلي الزجاجية باهظة الثمن على طراز المصابيح المملوكية في فرنسا وإيطاليا.